# Stichting GroenWest
Stichting GroenWest is een woningcorporatie in het Groene Hart met circia 11.700 sociale huurwoningen en 400 vrije sectorwoningen en is met name actief in de gemeentes: Woerden, De Ronde Venen, Montfoort en Utrecht. De oudste rechtsvoorganger van GroenWest is Bouwvereniging St. Joseph uit Vleuten, opgericht op 15 maart 1919.
In 2017 bouwt GroenWest als proef een aantal huizen in Woerden om als gasloze woning, omdat de gemeente Woerden plannen heeft de hele wijk van het gas te halen. 
De corporatie GroenWest is in 2011 ontstaan uit een fusie van de volgende woningbouwverenigingen:
- SWW
- GroenrandWonen
- Westhoek Wonen
- Woningbouwstichting Kamerik (in 2017)[6]

| Kerncijfers 2018                      | Aantal/waarde (jaarverslag 2018)                                                    |
| ------------------------------------- | ----------------------------------------------------------------------------------- |
| Aantal verhuureenheden                | 12.768                                                                              |
| Aantal woongelegenheden               | 11.931                                                                              |
| Gemiddelde huur per woning, per maand | 531 euro                                                                            |
| Aantal fte                            | 109                                                                                 |
| Aedes Benchmark 2018                  | - Huurdersoordeel C - Bedrijfslasten A - Duurzaamheid A - Onderhoud & Verbetering B |